# Sunfield (Michigan)
Sunfield – wieś w Stanach Zjednoczonych, w stanie Michigan, w hrabstwie Eaton.